# Eva Lauermanová
Eva Lauermanová (* 14. března 1931, Praha) je bývalá československá lyžařka.

## Lyžařská kariéra
Na VII. ZOH ve Cortina d'Ampezzo 1956 skončila v běhu na lyžích na 10 km na 14. místě a ve štafetě na 3x5 km na 6. místě.